# Velamysta peninna
Velamysta peninna är en fjärilsart som beskrevs av William Chapman Hewitson 1855. Velamysta peninna ingår i släktet Velamysta och familjen praktfjärilar. Inga underarter finns listade i Catalogue of Life.

## Bildgalleri

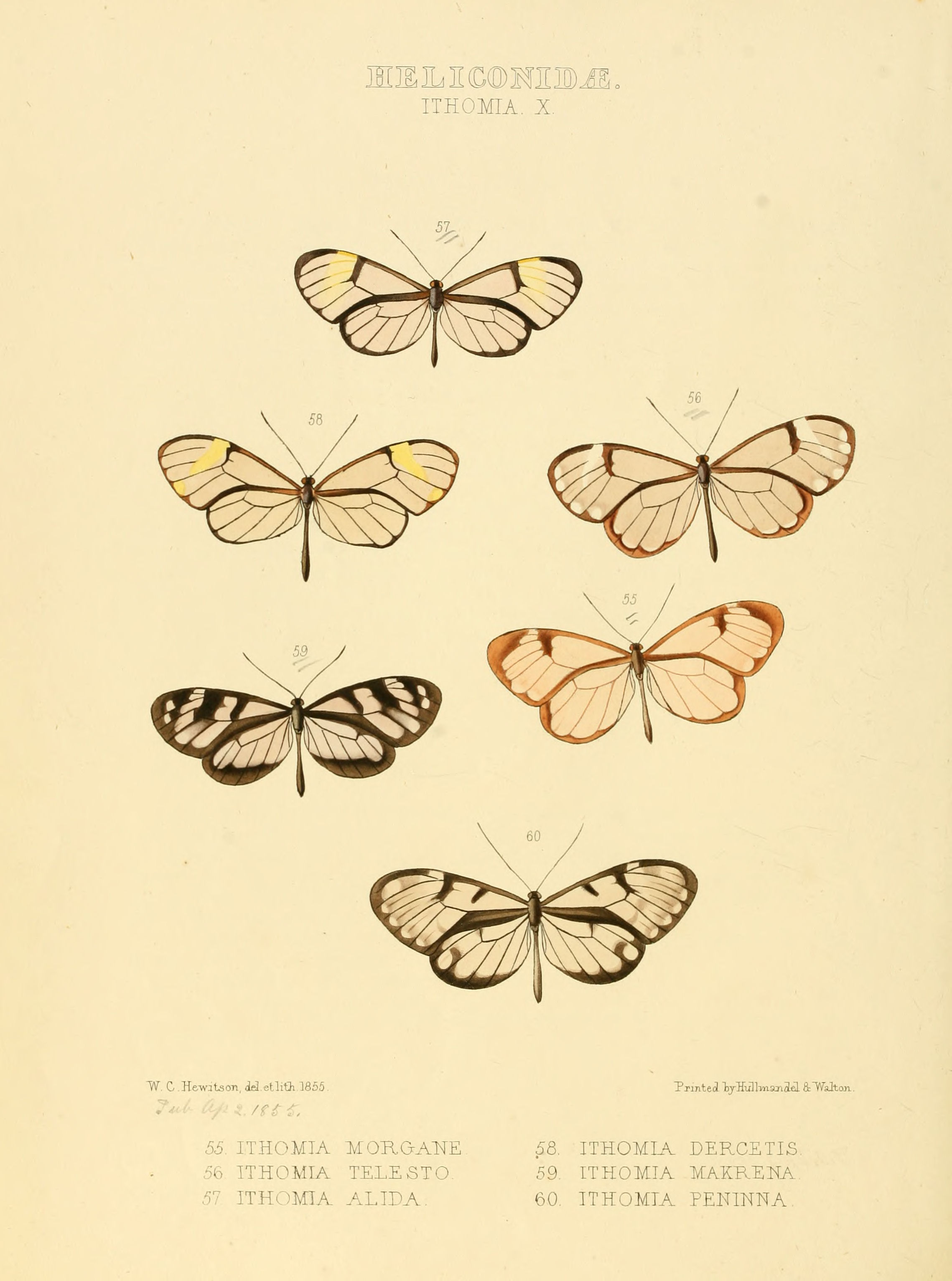
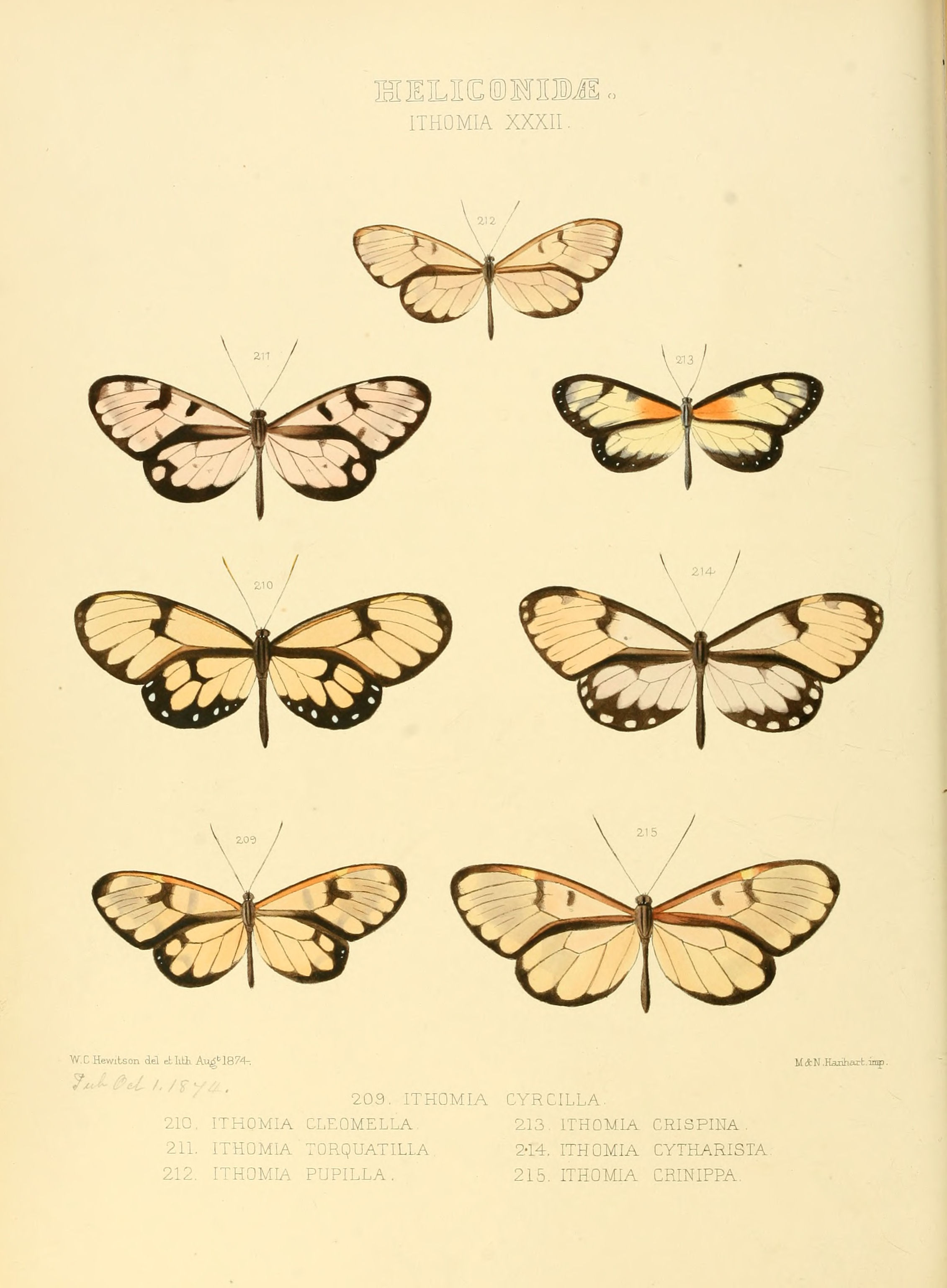